# Flughafen Agartala

i8
i11
i13
Der ca. 14 m hoch gelegene Flughafen Agartala (englisch Agartala Airport oder Maharaja Bir Bikram Airport) ist ein nationaler, nur etwa 1 km von der Ostgrenze Bangladeschs entfernter nationaler Flughafen ca. 12 km nordwestlich der um die 500.000 Einwohner zählenden Großstadt Agartala im Bundesstaat Tripura in Nordostindien. Nach dem Flughafen Guwahati ist er der zweitgrößte Airport im Nordosten Indiens. Betreiber des Flughafens ist die Airports Authority of India.

## Geschichte
Der Agartala Airport wurde im Jahr 1942 auf Betreiben des damaligen Maharadschas Bir Bikram von Tripura gebaut; gegen Ende des Zweiten Weltkriegs übernahm die US Air Force den Flughafen, der nach neueren Plänen im Jahr 2025 einen internationalen Status erhalten soll.

## Verbindungen
Verschiedene indische Fluggesellschaften betreiben mehrmals täglich stattfindende Linienflüge nach Kalkutta; Flüge nach Delhi und Bangalore sowie zu anderen Zielen im Nordosten Indiens finden deutlich seltener statt.
- Es gibt eine Start-/Landebahn mit 2286 m Länge.

## Zwischenfälle
- Am 19. Oktober 1956 wurde eine Douglas DC-3 der Indian Airlines (Luftfahrzeugkennzeichen VT-DGK) am Flughafen Agartala beim dritten Landeversuch während des Durchstartens in schlechtem Wetter in Bäume geflogen und stürzte ab. Die Wetterbedingungen lagen unter den vorgeschriebenen Minima. Durch diesen CFIT (Controlled flight into terrain) wurden alle 3 Besatzungsmitglieder getötet, die einzigen Insassen auf dem Frachtflug.[4]

- Am 7. Juni 1970 wurde eine Fokker F-27-200 der Indian Airlines (VT-DVG) bei der Landung auf dem Flughafen Agartala mit einer höheren als der normalen Landegeschwindigkeit und bei 2775 Fuß (845 Meter) vom Bahnbeginn aufgesetzt. Das Flugzeug überrollte das Landebahnende und wurde irreparabel beschädigt. Alle 39 Insassen, fünf Besatzungsmitglieder und 34 Passagiere, überlebten den Unfall.[5]